# Hampton Gulls
Gli Hampton Gulls  sono stati una squadra di hockey su ghiaccio dell'American Hockey League con sede nella città di Hampton, nello stato della Virginia. Nati nel 1974 come formazione della Southern Hockey League si sono sciolti nel 1978 dopo un anno in AHL.

## Storia
Nel 1974 era prevista l'iscrizione dei Fayetteville Arsenal, una nuova formazione della SHL, tuttavia alcuni problemi organizzativi con il palazzetto non permisero alla squadra di partecipare. Proprio all'inizio della stagione l'Arsenal riuscì ad iscriversi cambiando città e nome, divenendo gli Hampton Gulls. Infatti a causa del trasloco dei Virginia Wings a Norfolk l'Hampton Coliseum di Hampton si era liberato lasciando libere le date per disputare gli incontri della SHL.
I Gulls disputarono tre stagioni nella SHL vincendo nel 1977 il titolo della stagione regolare. Proprio nel gennaio di quell'anno la lega si sciolse lasciando così la stagione incompleta. I Gulls si guadagnarono per la stagione 1977-78 l'ingresso nella American Hockey League ma a causa di problemi finanziari dovettero cessare tutte le attività sportive nel febbraio del 1978.

### Affiliazioni
Nel corso della loro storia gli Hampton Gulls sono stati affiliati alle seguenti franchigie della World Hockey Association:
- Cincinnati Stingers: (1974-1978)
- Minnesota Fighting Saints: (1976-1977)
- Edmonton Oilers: (1977-1978)

## Record stagione per stagione
| Stagione            | Division | Gare | V  | S  | P  | Punti | GF  | GS  | Piazzamento | Play-off        |
| ------------------- | -------- | ---- | -- | -- | -- | ----- | --- | --- | ----------- | --------------- |
| Hampton Gulls (SHL) |          |      |    |    |    |       |     |     |             |                 |
| 1974-75             | SHL      | 72   | 43 | 28 | 1  | 87    | 323 | 262 | 2°          |                 |
| 1975-76             | SHL      | 72   | 33 | 23 | 16 | 82    | 262 | 234 | 2°          |                 |
| 1976-77             | SHL      | 50   | 32 | 16 | 2  | 66    | 192 | 152 | 1°          | lega sciolta    |
| Hampton Gulls (AHL) |          |      |    |    |    |       |     |     |             |                 |
| 1977-78             | South    | 46   | 15 | 28 | 3  | 33    | 142 | 171 | 5°          | squadra sciolta |

## Record della franchigia

### Singola stagione
Gol: 33  Claude Chartre (1974-75)
Assist: 79  Claude Chartre (1974-75)
Punti: 112  Claude Chartre (1974-75)
Minuti di penalità: 276  Frank Beaton (1975-76)

### Carriera
Gol: 68  Claude Chartre
Assist: 136  Claude Chartre
Punti: 204  Claude Chartre
Minuti di penalità: 323  Frank Beaton
Partite giocate: 187  Claude Chartre